# Sweet Home (Oregon)
Sweet Home is een plaats (city) in de Amerikaanse staat Oregon, en valt bestuurlijk gezien onder Linn County.

## Demografie
Bij de volkstelling in 2000 werd het aantal inwoners vastgesteld op 8016. In 2006 is het aantal inwoners door het United States Census Bureau geschat op 8576, een stijging van 560 (7,0%).

## Geografie
Volgens het United States Census Bureau beslaat de plaats een oppervlakte van 14,9 km², waarvan 13,8 km² land en 1,1 km² water. Sweet Home ligt op ongeveer 149 m boven zeeniveau.

## Plaatsen in de nabije omgeving
De onderstaande figuur toont nabijgelegen plaatsen in een straal van 24 km rond Sweet Home.